# عین بن بیضاء
عین بن بیضاء (به عربی: عين بن بيضاء) یک شهرداری در الجزایر است که در استان قالمه واقع شده‌است.
 عین بن بیضاء  ۸٬۲۶۹ نفر جمعیت دارد.